# Bormo
Bormo, auch Borvo, Bormanus oder deus Bormanicus (im heutigen Portugal), ist der Name eines keltischen Heil-Gottes.

## Etymologie und Mythologie
Der Name Borvo wird vom keltischen Wort für „kochen“ hergeleitet, er hängt mit seiner Funktion als Lokalgottheit bei heißen Quellen zusammen („der Kochende/Sprudelnde“). Seine Verehrung war vor allem in Gallien sehr verbreitet, wo er als Gott der Heil- und Thermalquellen galt. Zumeist wird er von einer weiblichen Gottheit begleitet, die Damona (auch Bormona, Bormana) genannt wird (CIL 13, 2805 C(aius) Iulius Eporedirigis f(ilius) Magnus / pro L(ucio) Iulio Caleno filio / Bormoni et Damonae / vot(um) sol(vit)). Die Gleichsetzungen Bormo-Damona/Bormona, Bormanus-Bormana und Borvo sind nicht ganz unumstritten, werden von den meisten Etymologen aber eher akzeptiert.
Borvo/Bormo ist noch heute in den französischen Ortsnamen Bourbonne-les-Bains (Département Haute-Marne) und Bourbon-Lancy (Département Saône-et-Loire) zu finden. In einer Inschrift in Bourbonne-les-Bains wird Bormo nach der Interpretatio Romana mit dem römischen Apollo identifiziert.(CIL 13, 5911 Deo Apol/lini Borvoni / et Damonae / C(aius) Daminius / Ferox civis / Lingonus ex / voto).

## Weiheinschriften
- Caldas de Vizela, Portugal, römische Provinz Hispania citerior
  - CIL II, 2402 Medam/us Camal(i) / Bormani/co v(otum) s(olvit) l(ibens) m(erito) 
  - CIL II, 2403 C(aius) Pompeius / Gal(eria) Caturo/nis f(ilius) Mot/ugenus Ux/{s}amensis / deo Borma/nico v(otum) s(olvit) l(ibens?) / quisquis ho/norem agi/tas ita te tua / gloria servet / praecipias / puero ne / linat hunc / lapidem
- Aix-en-Provence (Aquae Sextiae), römische Provinz Gallia Narbonensis
  - CIL XII, 494 Dexter Borman(o) / iter(um) l(ibens) m(erito)
- Aix-les-Bains (Aquae), römische Provinz Gallia Narbonensis
  - CIL XII, 2443 M(arcus) Licin(ius) Ruso // Borm(oni) u(t) v(overat) s(olvit) l(ibens) m(erito) 
  - CIL XII, 2444 Q(uintus) Vettius / Guticus / Borv(oni) v(otum) s(olvit) l(ibens) m(erito)
- Bourbon-Lancy, (Aquae Bormonis), römische Provinz Gallia Lugdunensis
  - CIL XIII, 2805 C(aius) Iulius Eporedirigis f(ilius) Magnus / pro L(ucio) Iulio Caleno filio / Bormoni et Damonae / vot(um) sol(vit)
- Bourbonne-les-Bains, römische Provinzen Gallia Belgica und Germania superior
  - CIL XIII, 5911 eo Apol/lini Borvoni / et Damonae / C(aius) Daminius / Ferox civis / Lingonus ex / voto 
  - CIL XIII, 5912 Aug(usto) / Borvoni / C(aius) Valent(inius) / Censori/nus / Mulli f(ilius) / ex voto 
  - CIL XIII, 5913 Deo Bor/voni / Vita/lia / Sas/sula / ex vo/to 
  - CIL XIII, 5914 Borvoni / et Damon(ae) / Aemilia / Sex(ti) fil(ia) / M[3]S 
  - CIL XIII, 5915 Borvoni / et Damo(nae) / Fro(n)t(o) Luc(i) f(ilius)
  - CIL XIII, 5916 Borvoni et [Da]/monae C(aius) Ia/tinius Ro/manus (L)in/g(onus) pro salu/te Cocillae / fil(iae) ex voto 
  - CIL XIII, 5917 Borvoni / et Damon(ae) / Iul(ia) Tiberia / Corisilla / Claud(i) Catonis Ling(onis) / v(otum) s(olvit) l(ibens) m(erito) 
  - CIL XIII, 5918 Deo Borvoni / et Damon(ae) / Maturia Rus/tica / v(otum) s(olvit) l(ibens) m(erito) 
  - CIL XIII, 5919 Borvoni / et Damo/nae / [Se]xtilia / Sexti fil(ia) / Med(iomatrica?)
  - CIL XIII, 5920 Deo Borvo(ni) / et Damon(a)e / Verrea / Veri/lla Lingo /
- Entrains-sur-Nohain, (Intaranum) Département Nièvre, römische Provinz Gallia Lugdunensis
  - CIL XIII, 2901 Aug(usto) sacr(um) deo / Borvoni et Candi/do aerari(i) sub cu/ra Leonis et Mar/ciani ex voto r(eddito?) / aerari(i) dona(verunt)
- Aix-en-Diois (Lucus Augusti), römische Provinz Gallia Narbonensis
  - CIL XII, 1561 Bormano / et Borman[ae] / P(ublius) Sappinius / Eusebes v(otum) s(olvit) / l(ibens) m(erito)
- Rhein, römische Provinz Germania superior
  - AE 2003, 1279 Ian(uarius) K(alendae) N(onae) Id(us) Feb(ruarius) K(alendae) N(onae) Id(us) Ma(rtius) K(alendae) N(onae) Id(us) aeq(uinoctium) Apr(ilis) K(alendae) N(onae) Id(us) Mai(us) K(alendae) N(onae) Id(us) Iun(ius) K(alendae) N(onae) Id(us) sol(stitium) VIII K(alendas) Iul(ius) K(alendae) N(onae) Id(us) Aug(ustus) K(alendae) N(onae) Id(us) Sep(tember) K(alendae) N(onae) Id(us) aeq(uinoctium) Oct(ober) K(alendae) N(onae) Id(us) Nov(ember) K(alendae) N(onae) Id(us) Dec(ember) K(alendae) N(onae) Id(us) br(uma) // Mapil(ius) Mapilianus su(b)pr(a)efect(u)s aquarum dei Borvonis ex aere fracto {et} excitatoriam f(ecit) ex voto s(olvit) l(ibens) m(erito)
- Saint-Vulbas, (Ambarri),  Département Ain,  römische Provinz Gallia Lugdunensis
  - CIL XIII, 2452 Bormanae / Aug(ustae) sacr(um) / Capri / Atratinus / Sabinian[us] / d(e) s(uo) d(ederunt)